# Baugé
Baugé ([boʒe] ⓘ) ist eine ehemalige französische Gemeinde mit 3.653 Einwohnern (Stand: 1. Januar 2022) im Département Maine-et-Loire in der Region Pays de la Loire. Sie gehörte zum Arrondissement Saumur. Die Bewohner werden Baugeois und Baugeoises genannt.
Der Erlass des Präfekten vom 30. März 2012 legte mit Wirkung zum 1. Januar 2013 die Eingliederung von Baugé als Commune déléguée zusammen mit den früheren Gemeinden Montpollin, Pontigné, Saint-Martin-d’Arcé und Le Vieil-Baugé zur Commune nouvelle Baugé-en-Anjou fest.
Der Erlass des Präfekten vom 10. Juli 2015 legte mit Wirkung zum 1. Januar 2016 eine Neugründung von Baugé-en-Anjou als Commune nouvelle fest, indem Baugé mit den bisherigen Communes délégueés und zehn weiteren Gemeinden und Orte zusammengelegt wurden.

## Geografie

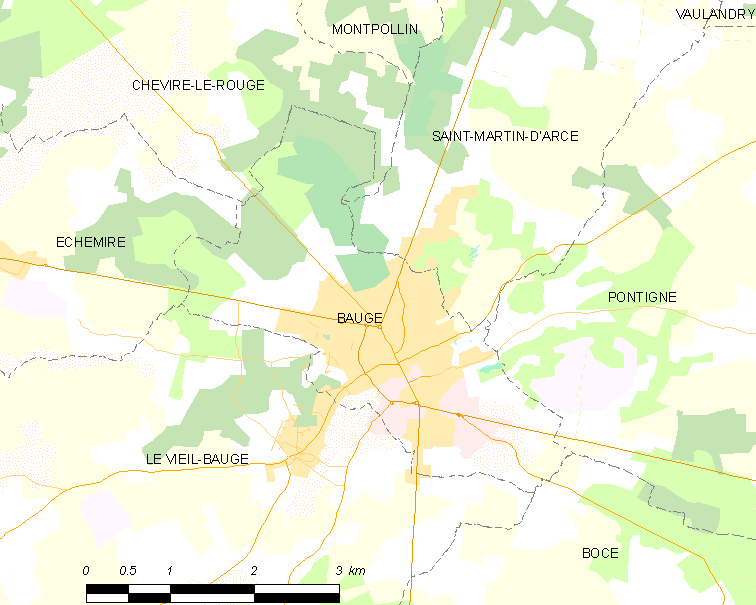
Karte von Baugé

Baugé liegt etwa 35 Kilometer ostnordöstlich von Angers, etwa 57 Kilometer südsüdwestlich von Le Mans und etwa 31 Kilometer nördlich von Saumur in der Région naturelle des Baugeois.
Das Gebiet von Baugé liegt im Pariser Becken auf einer gewellten Hochebene, wo sich Hügel und enge Täler abwechseln. Sein Untergrund besteht aus Alluvialboden und im Norden erstreckt sich eine Bank mit Boden aus dem Senonium (Sand und Sandstein).
Das Zentrum befindet sich an der Einmündung des Flusses Altrée in den Couasnon auf etwa 53 m Höhe. Im Nordwesten des Ortsgebiets erheben sich einzelne Hügel mit Höhen über 100 m.
Südöstlich des Zentrums hat der Ort einen Anteil am etwa 10.000 ha großen Wald von Chandelais, der auf das Haus Anjou zurückgeht und als einer der bemerkenswertesten Domänenwälder Frankreichs gilt.
Umgeben wird Baugé von den sechs Communes déléguées von Baugé-en-Anjou:
| Cheviré-le-Rouge | Saint-Martin-d’Arcé                         |          |
| Échemiré         | Kompassrose, die auf Nachbargemeinden zeigt | Pontigné |
|                  | Le Vieil-Baugé                              | Bocé     |

## Geschichte
Dolmen und Menhire weisen auf eine frühe Besiedelung der Gegend hin. Der Name des Ortes erschien das erste Mal in Form von Bellogaecum auf einer Münze in der Merowingerzeit. Formen der Folgezeit waren Balgiacum castrum (1035), Baugeium (1100), Baugé (1575).
Das ursprüngliche Zentrum befand sich in Vieil-Baugé. Im Mittelalter, unter den karolingischen Königen, beherrschte Vieil-Beaugé oder Vieux-Beaugé eine der Viguerien von Anjou: Vicaria Balgiensis.
Bis zum 11. Jahrhundert vereinigte Baugé sich mit Vieil-Baugé, das damals über zwei Kirchen und ein Priorat verfügte. Fulko III. verlegte das Zentrum der Viguerie an einen Ort mit Blick auf das Tal des Couesnon und ließ einen Erdhügel mit einer befestigten Burg und Kirche errichten., um die herum eine neue Siedlung entstand, der Ort Baugé (1015–1025).
Das Lehen von Beaugé ging durch berühmte Hände (Richard Löwenherz, Johann Ohneland, Philipp II, Margarete von der Provence, Ludwig XI.).
1421 siegte die Auld Alliance in der Schlacht von Baugé im Hundertjährigen Krieg und wendete das Schicksal gegen die Engländer. Das von Herzog René I. ab 1445 erbaute Schloss Baugé wurde sein bevorzugter Jagdaufenthalt.
Während der Hugenottenkriege widersetzte sich Baugé der königlichen Macht und weigerte sich, Heinrich IV., Herrscher eines großen Teils der Provinz Anjou (mit Ausnahme von Angers und Saumur) als Hugenottenkönig anzuerkennen. Baugé hatte unter durchziehenden Truppen und Plünderungen zu leiden. Im Jahr 1593, als Heinrich IV. zum Katholizismus konvertierte, kehrte der Frieden zurück. Während der Fronde hielt Baugé treu zum König. Die Aufhebung des Edikts von Nantes im Jahr 1685 hatte schwerwiegende Folgen für das Anjou, insbesondere für die stark protestantischen Gemeinden Baugé und Saumur.
Während der Französischen Revolution war Baugé im Aufstand der Vendée mit wechselnden Besatzungen der beteiligten Parteien involviert. In den Befreiungskriegen und im Deutsch-Französischen Krieg besetzten preußische Truppen zeitweise den Ort.
Von 1800 bis 1926 war Baugé Sitz eines Arrondissements.

## Bevölkerungsentwicklung
| Baugé: Einwohnerzahlen von 1793 bis 2020                                                                                   | Baugé: Einwohnerzahlen von 1793 bis 2020 | Baugé: Einwohnerzahlen von 1793 bis 2020 | Baugé: Einwohnerzahlen von 1793 bis 2020 | Baugé: Einwohnerzahlen von 1793 bis 2020 |
| --- | ---------------------------------------- | ---------------------------------------- | ---------------------------------------- | ---------------------------------------- |
| Jahr |                                          |                                          |                                          | Einwohner                                |
| 1793 | 1793                                     |                                          | 3.150                                    | 3.150                                    |
| 1800 | 1800                                     |                                          | 3.003                                    | 3.003                                    |
| 1806 | 1806                                     |                                          | 3.150                                    | 3.150                                    |
| 1821 | 1821                                     |                                          | 3.405                                    | 3.405                                    |
| 1831 | 1831                                     |                                          | 3.553                                    | 3.553                                    |
| 1836 | 1836                                     |                                          | 3.400                                    | 3.400                                    |
| 1841 | 1841                                     |                                          | 3.278                                    | 3.278                                    |
| 1846 | 1846                                     |                                          | 3.220                                    | 3.220                                    |
| 1851 | 1851                                     |                                          | 3.329                                    | 3.329                                    |
| 1856 | 1856                                     |                                          | 3.356                                    | 3.356                                    |
| 1861 | 1861                                     |                                          | 3.546                                    | 3.546                                    |
| 1866 | 1866                                     |                                          | 3.562                                    | 3.562                                    |
| 1872 | 1872                                     |                                          | 3.419                                    | 3.419                                    |
| 1876 | 1876                                     |                                          | 3.448                                    | 3.448                                    |
| 1881 | 1881                                     |                                          | 3.449                                    | 3.449                                    |
| 1886 | 1886                                     |                                          | 3.569                                    | 3.569                                    |
| 1891 | 1891                                     |                                          | 3.623                                    | 3.623                                    |
| 1896 | 1896                                     |                                          | 3.344                                    | 3.344                                    |
| 1901 | 1901                                     |                                          | 3.325                                    | 3.325                                    |
| 1906 | 1906                                     |                                          | 3.199                                    | 3.199                                    |
| 1911 | 1911                                     |                                          | 3.235                                    | 3.235                                    |
| 1921 | 1921                                     |                                          | 2.868                                    | 2.868                                    |
| 1926 | 1926                                     |                                          | 2.848                                    | 2.848                                    |
| 1931 | 1931                                     |                                          | 2.738                                    | 2.738                                    |
| 1936 | 1936                                     |                                          | 2.916                                    | 2.916                                    |
| 1946 | 1946                                     |                                          | 3.484                                    | 3.484                                    |
| 1954 | 1954                                     |                                          | 3.510                                    | 3.510                                    |
| 1962 | 1962                                     |                                          | 3.363                                    | 3.363                                    |
| 1968 | 1968                                     |                                          | 3.657                                    | 3.657                                    |
| 1975 | 1975                                     |                                          | 3.807                                    | 3.807                                    |
| 1982 | 1982                                     |                                          | 3.898                                    | 3.898                                    |
| 1990 | 1990                                     |                                          | 3.748                                    | 3.748                                    |
| 1999 | 1999                                     |                                          | 3.663                                    | 3.663                                    |
| 2006 | 2006                                     |                                          | 3.423                                    | 3.423                                    |
| 2013 | 2013                                     |                                          | 3.800                                    | 3.800                                    |
| 2020 | 2020                                     |                                          | 3.653                                    | 3.653                                    |
| Quelle(n): EHESS/Cassini bis 1999, INSEE ab 2006 Anmerkung(en): Ab 1962 offizielle Zahlen ohne Einwohner mit Zweitwohnsitz |                                          |                                          |                                          |                                          |

## Freizeit und Kultur

### Sehenswürdigkeiten
Die mittelalterliche Altstadt bietet ein kleinstädtisches Zentrum.
- Das Schloss aus dem 15. Jahrhundert, erbaut zwischen 1454 und 1465 unter René I., birgt heute ein Museum zur Geschichte des Hauses Anjou und zu regionalen Themen. Es ist seit 1961 in Teilen als Monument historique klassifiziert.
- Der ehemalige Konvent der Benediktiner aus der ersten Hälfte des 17. Jahrhunderts ist seit 1997 in Teilen als Monument historique eingeschrieben.
- Die Pfarrkirche Saint-Pierre-et-Saint-Laurent aus dem 16. und 17. Jahrhundert ist seit 1979 als Monument historique klassifiziert. Sie birgt zahlreiche Ausstattungsgegenstände, die in der Base Palissy gelistet sind, darunter eine große Anzahl, die als Monuments historiques der beweglichen Objekte klassifiziert sind.
- Das Hôtel Les Cèdres stammt aus dem 19. Jahrhundert und ist seit 1984 in Teilen als Monument historique klassifiziert, in weiteren Teilen eingeschrieben.
- Das Hôtel-Dieu, ein ehemaliges Hospital, wurde 1643 von Marthe de la Beausse gegründet, finanziert von Anne de Melun. Es ist seit 1990 in Teilen als Monument historique eingeschrieben, seit 1993 in weiteren Teilen klassifiziert. Es birgt zahlreiche Gegenstände, die in der Base Palissy gelistet sind, darunter eine große Anzahl, die als Monuments historiques der beweglichen Objekte klassifiziert sind. Dazu zählt auch die Apotheke, die als eine der schönsten Frankreichs gilt.
- Das Hôtel Mabille-Duchêne wurde Ende des 16. Jahrhunderts errichtet. Sein Wohngebäude ist seit 1992 als Monument historique eingeschrieben.
- Das Hôtel Maillard aus dem 16. und 17. Jahrhundert ist seit 1995 als Monument historique eingeschrieben.
- Das Hôtel particulier in der Rue de l’Eglise ist im 17. Jahrhundert gebaut und seit 1991 als Monument historique eingeschrieben.
- Der Justizpalast stammt aus dem 19. Jahrhundert und ist seit 1986 als Monument historique eingeschrieben.
- Das seit 1244 bekannte Wahre Kreuz des Anjou, das nach dem Volksglauben aus Teilen des Kreuzes Christi gefertigt wurde, wird in der Kapelle La Girouardière aufbewahrt. Es ist als Monument historique der beweglichen Objekte klassifiziert.

Der Dolmen Pierre du Crapeau und der Menhir de l’école de musique befinden sich auf dem Ortsgebiet.

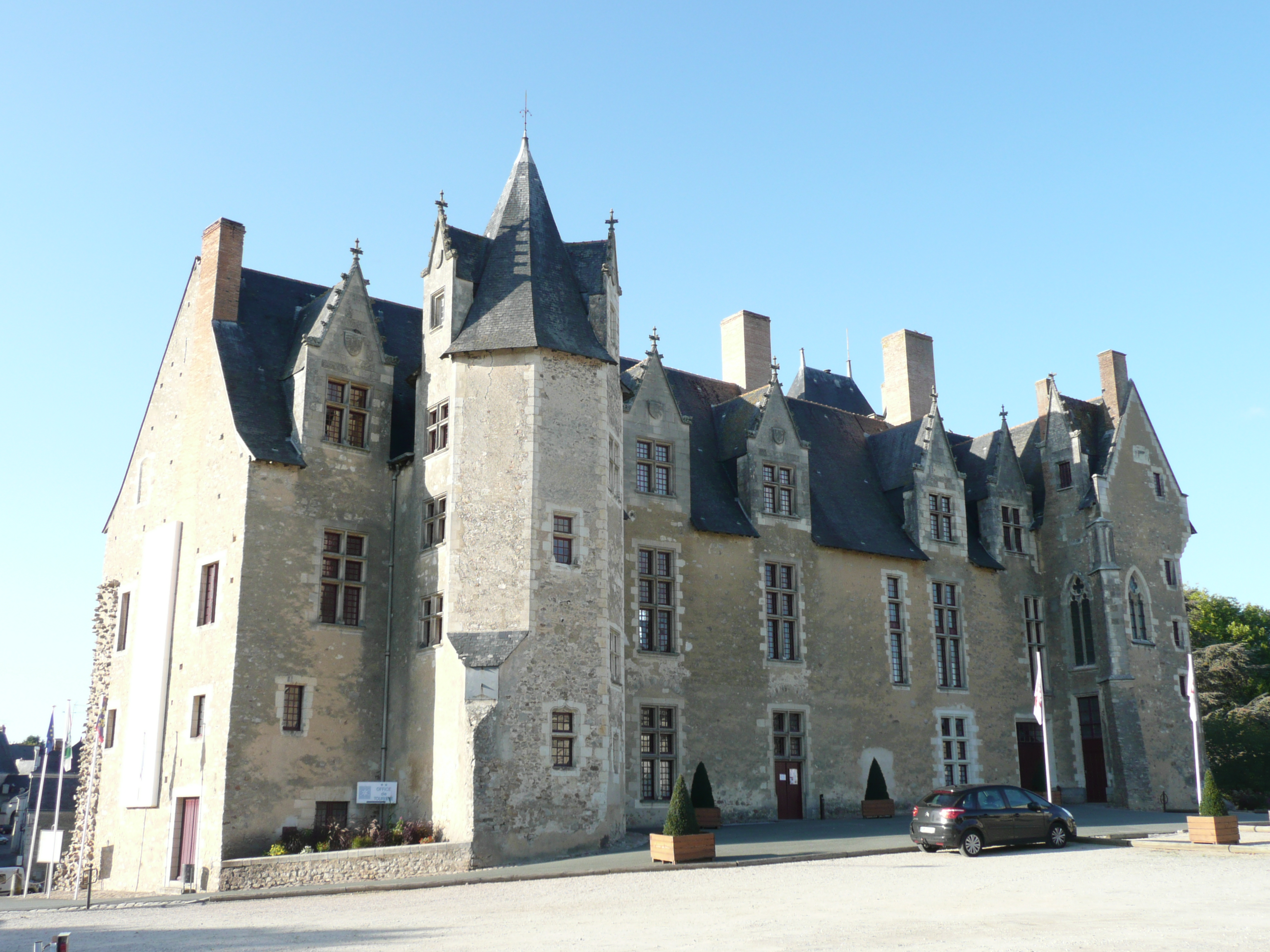
Schloss Baugé
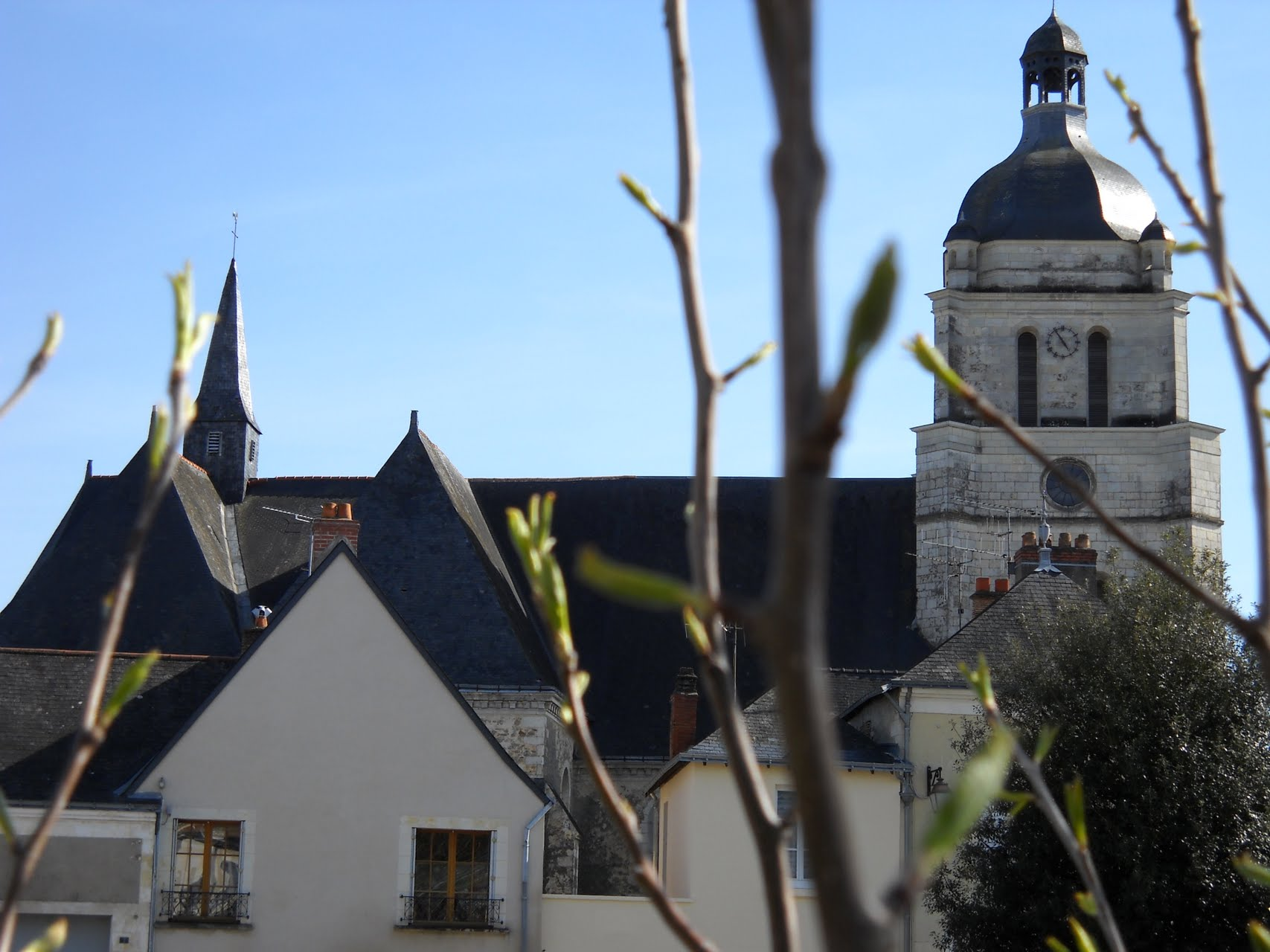
Pfarrkirche Saint-Pierre-et-Saint-Laurent
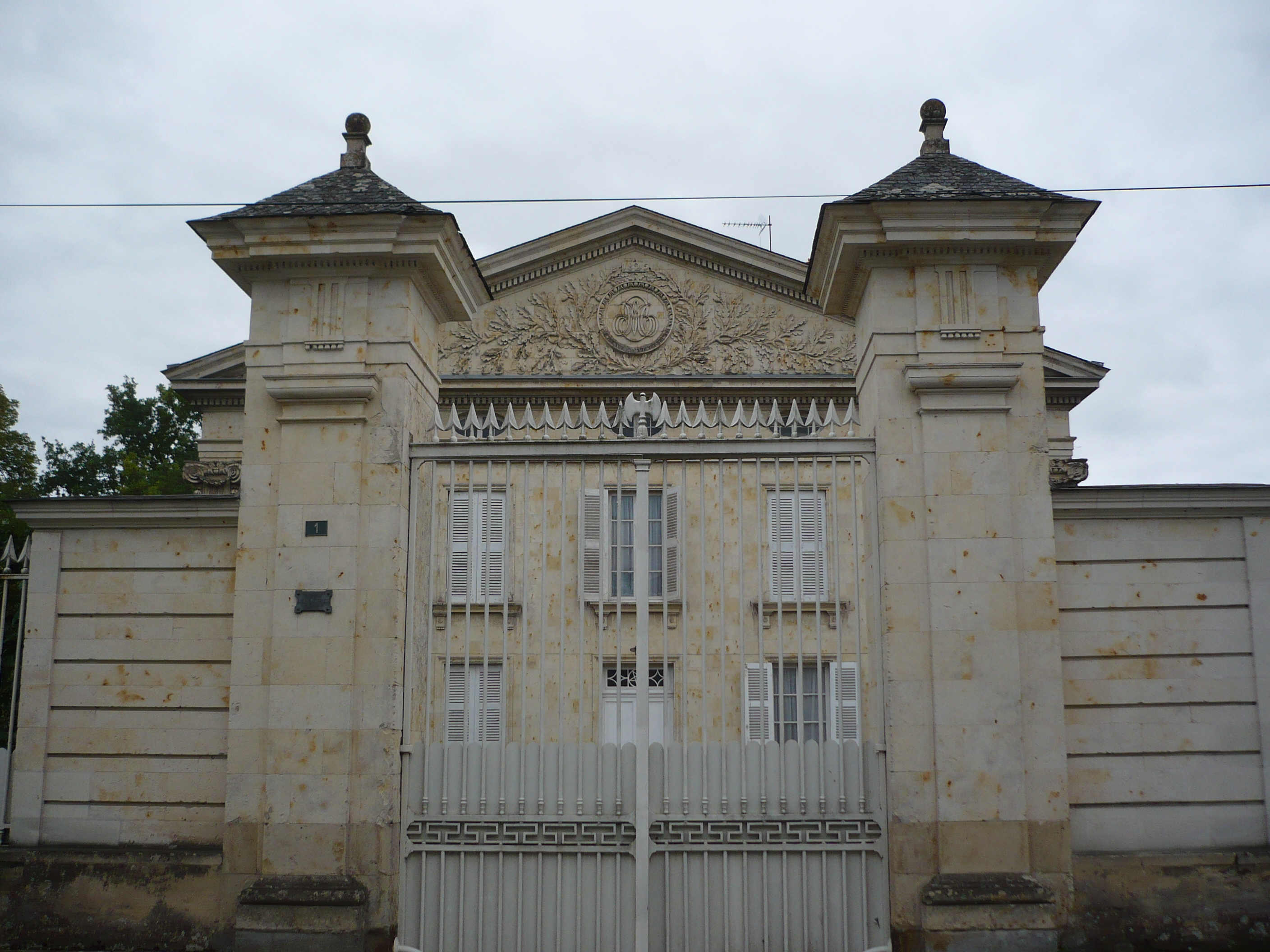
Hôtel Les Cèdres
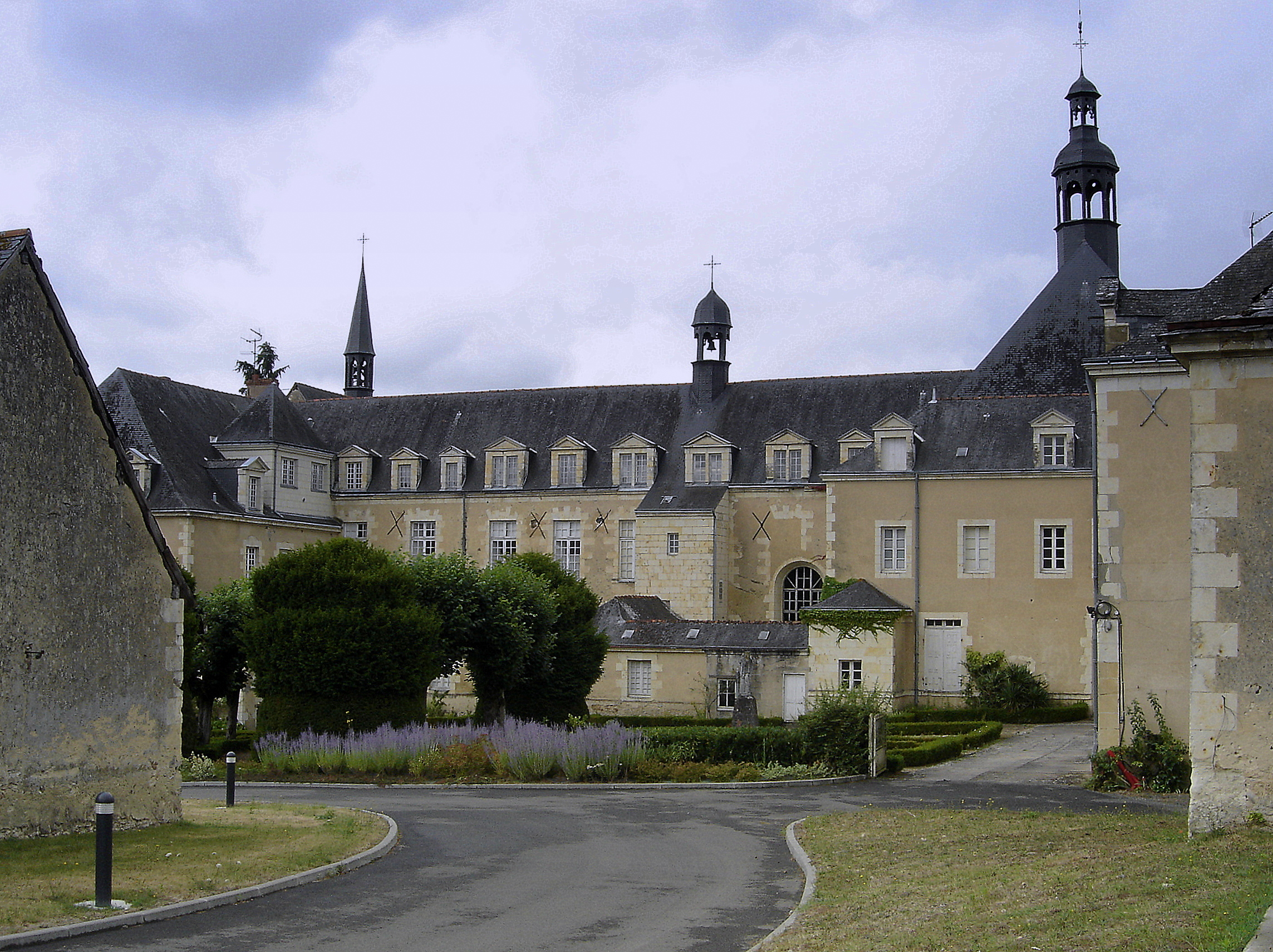
Hôtel-Dieu
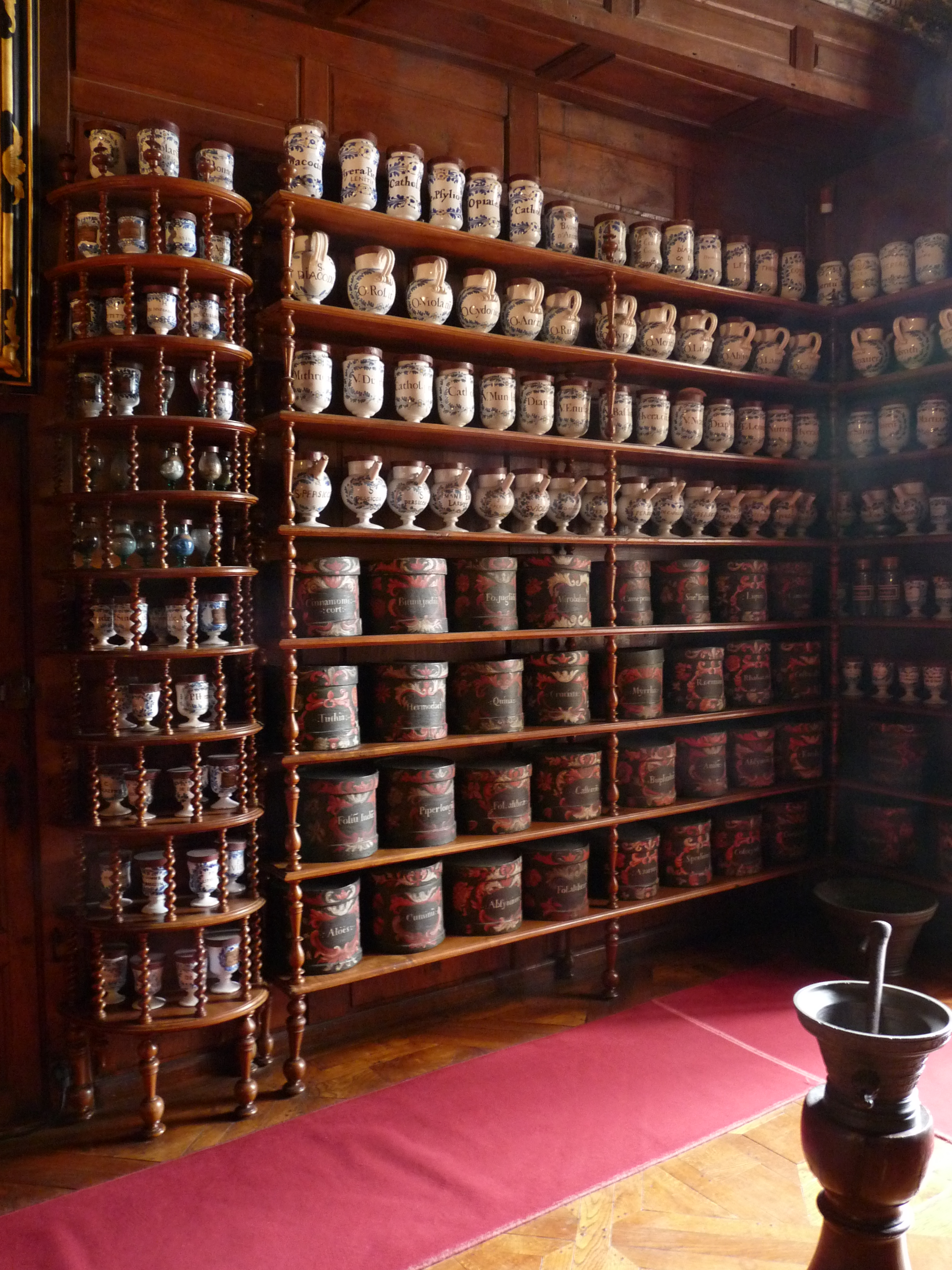
Apotheke im Hôtel-Dieu
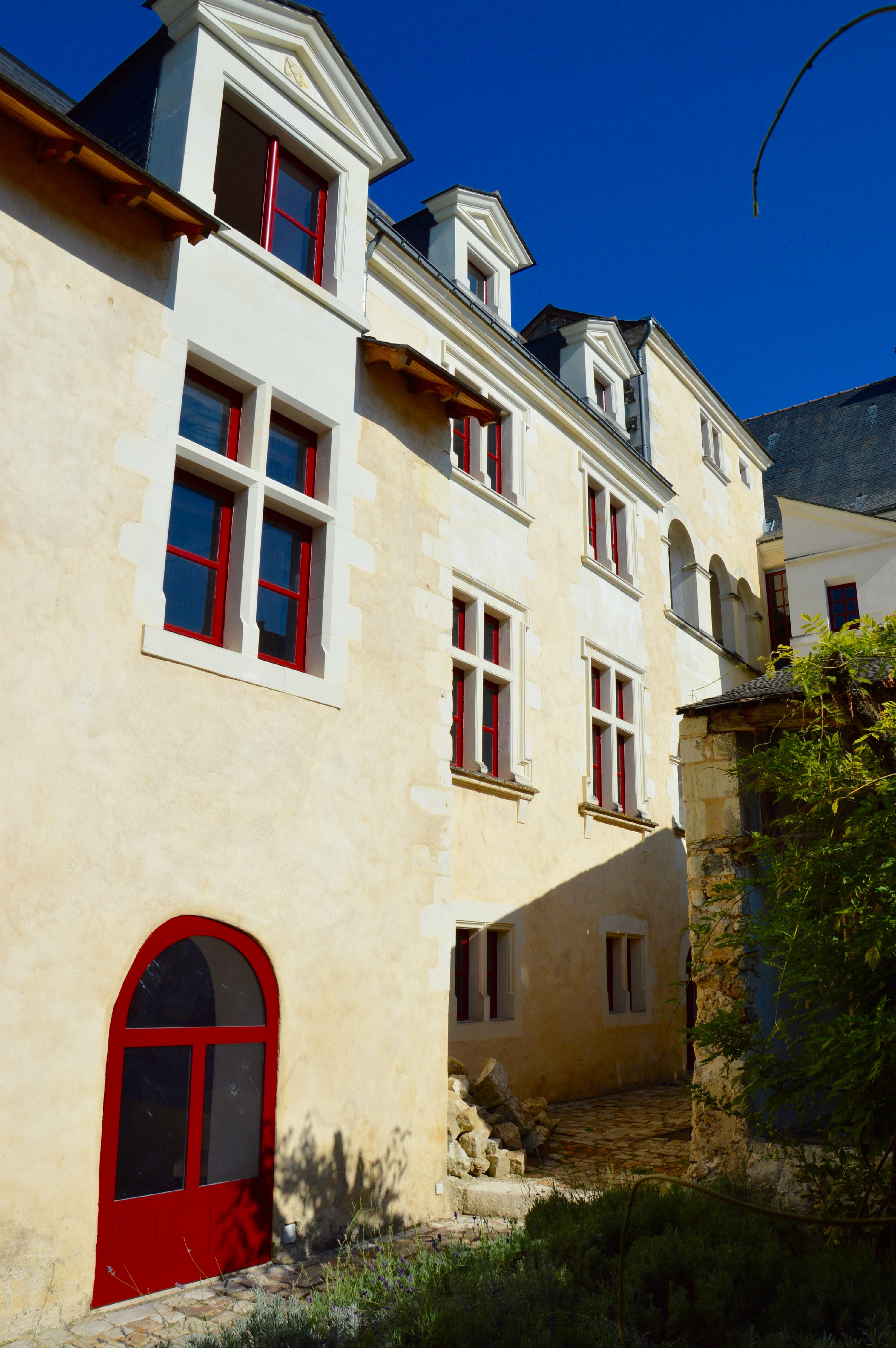
Hôtel Maillard
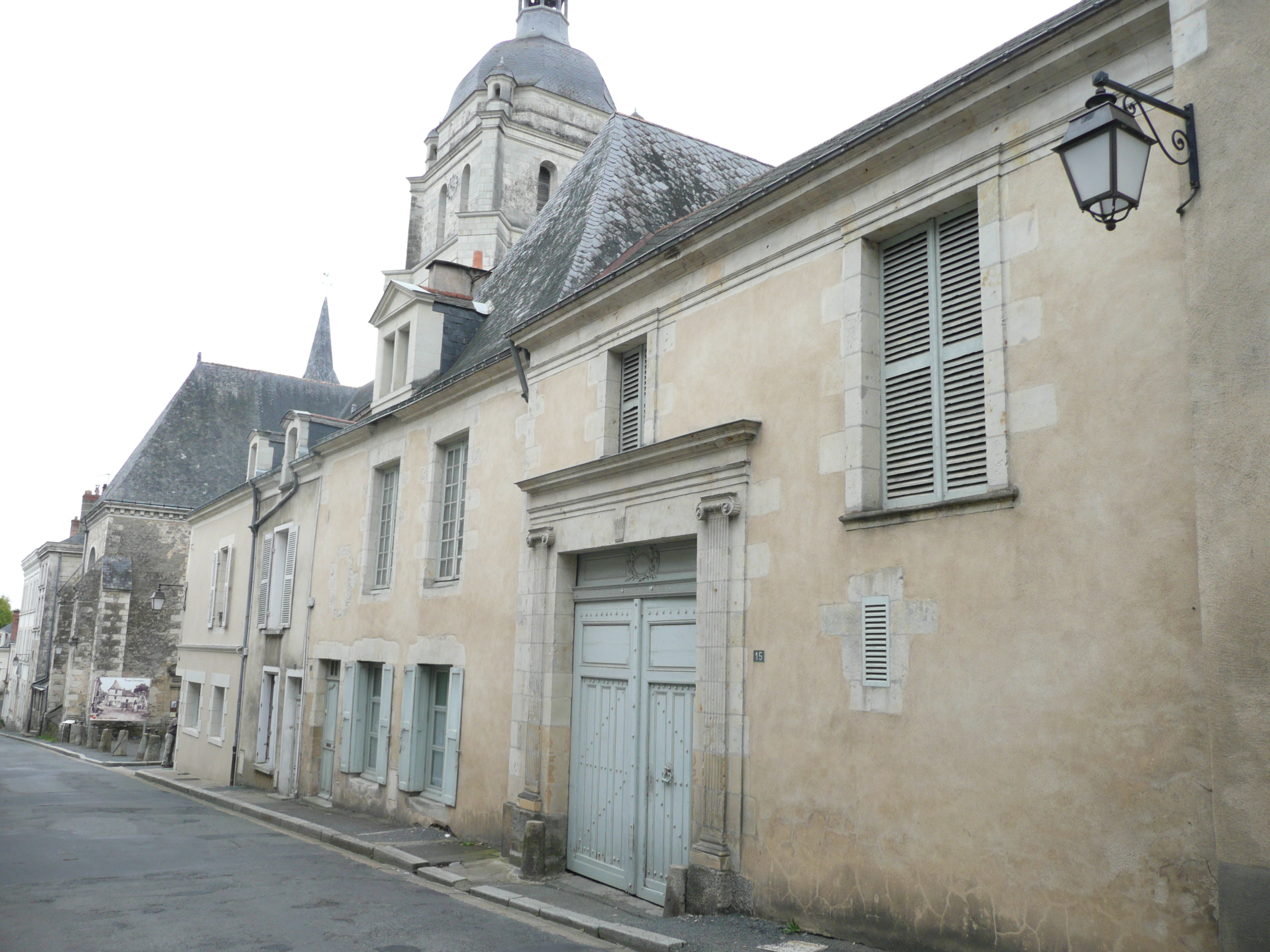
Hôtel particulier
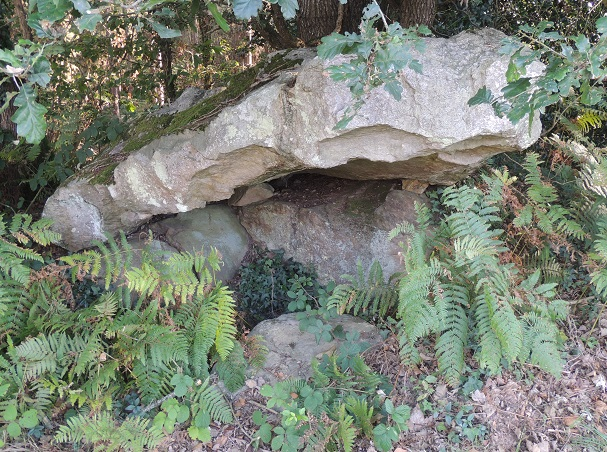
Dolmen Pierre du Crapeau
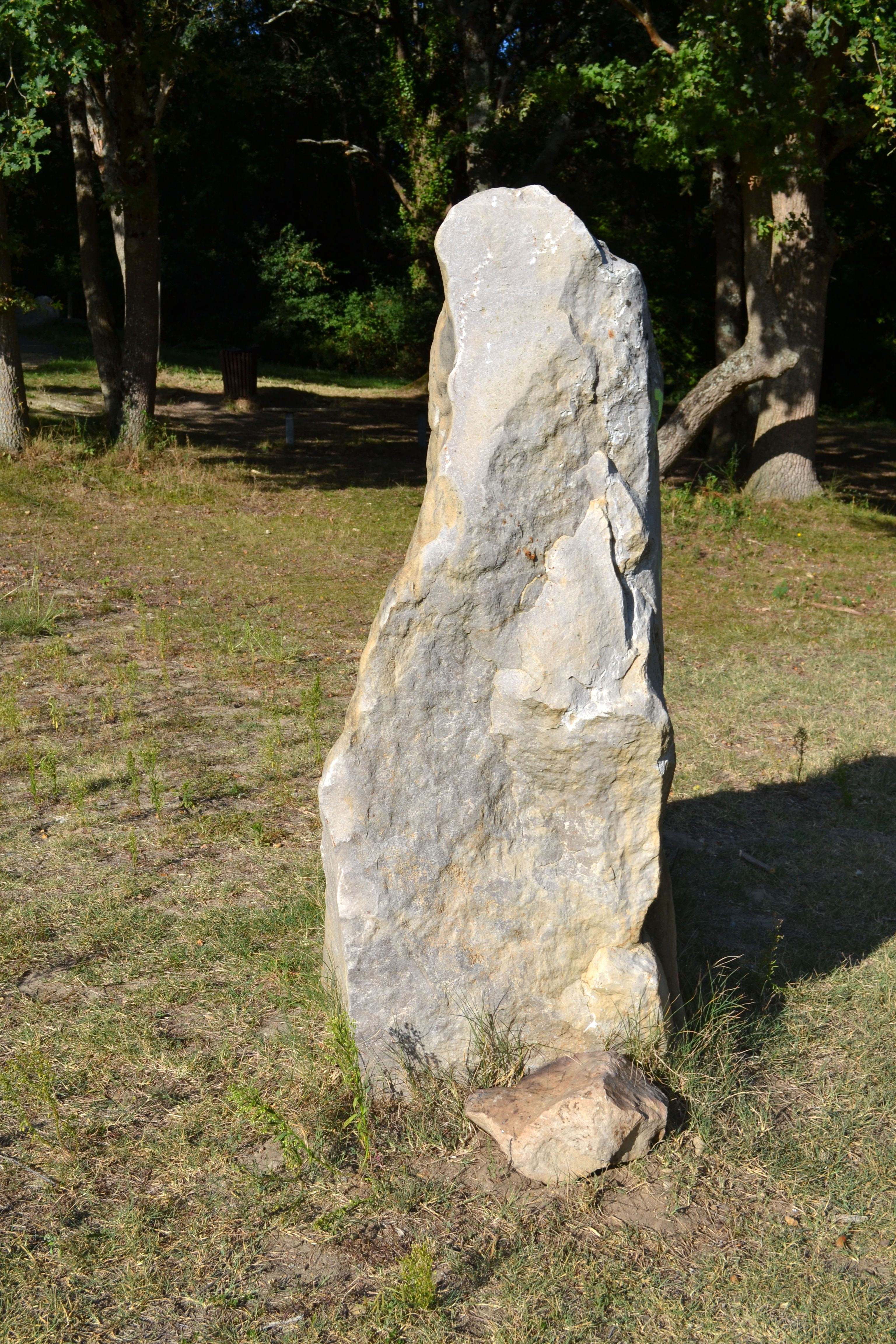
Menhir de l’école de musique

### Fremdenverkehr
Baugé gilt zwar nicht als großes Fremdenverkehrszentrum, es gibt aber Unterkunftsmöglichkeiten und Restaurants unterschiedlicher Kategorien.

### Sport
Baugé ist Zentrum einer Boule de Fort genannten besonderen Variante des Boulespiels, die bis ins 16. Jahrhundert zurückverfolgt werden kann. – Wandern kann man vor allem auf den markierten Wegen im Wald von Chandelais mit seinen Eichenbeständen.

## Städtepartnerschaften
- Milngavie, Großbritannien (Schottland)
- Kelsterbach, Deutschland (Hessen)

## Persönlichkeiten
- Graf Fulko III. von Anjou (972–1040), Begründer von Baugé
- Herzog René I. von Anjou (1409–1480), Erbauer des heutigen Schlosses
- Anne de Melun (1619–1679), Gründerin des Hospitals, verstorben in Baugé
- Agathe Dyvrande-Thévenin (1885–1977), Juristin
- Geneviève Dinand (1927–1977), französische Pianistin, geboren in Baugé